# Brugherio
Brugherio ist eine norditalienische Gemeinde (comune) mit 35.237 Einwohnern (Stand 31. Dezember 2023) in der Provinz Monza und Brianza in der Lombardei. Stadtrechte hat die Gemeinde durch Präsidentialerlass vom Januar 1967. Das Gemeindegebiet grenzt an die Metropolitanstadt Mailand, zu der es bis zur Herauslösung der Provinz Monza und Brianza (2004) aus derselben gehörte. Monza liegt etwa drei Kilometer in nordnordwestlicher Richtung, Mailand etwa sechs Kilometer in südwestlicher Richtung.
Der Gemeindename rührt von der italienischen Bezeichnung des Heidekrauts her. Westlich von der Gemeinde fließt der Lambro, ein Nebenfluss des Po.
Im 4. Jahrhundert wurde hier ein Kloster errichtet, so dass die Besiedlung in die Antike zurückreicht.

## Verkehr
Brugherio liegt am nordöstlichen Stadtrand von Mailand. Es liegt in einem Dreieck von Autobahnen:
- Im Norden der Gemeinde verläuft die Autostrada A4, eine mautpflichtige Autobahn von Mailand nach Bergamo
- Im Osten verläuft die Autostrada A51, eine teilweise mautpflichtige Autobahn (Osttangentiale von Mailand) von Bologna nach Usmate Velate
- Im Westen verläuft die Autostrada A52, eine Autobahn (Nordtangentiale von Mailand) von Sesto San Giovanni nach Paderno Dugnano (mautpflichtig bei Sesto San Giovanni)

## Städtepartnerschaft
- Prešov, Prešovský kraj, Slowakei
- Le Puy-en-Velay, Département Haute-Loire, Frankreich

## Söhne und Töchter
- Franco Brambilla (1923–2003), Erzbischof und Diplomat des Heiligen Stuhls